# شبوط شائع
الشبوط الشائع أو الشبوط الأوروبي أو الشبوط العادي سمك واسع الانتشار في أوروبا وآسيا. ينتمي إلى فصيلة الشبوطيات ضمن رتبة شبوطيات الشكل ويمثلها بشكل كبير في الوصف العام.  نشأ في أوروبا وآسيا ومنها نقله الإنسان لكافة أرجاء العالم للتربية وإنتاج اللحم للغذاء البشري، حيث تتميز السلالات المنتخبة منه بالنمو السريع والتحويل الكبير للعلف. أقصى طول مسجّل وصل له كان 1.2 متر وأقصى وزن مسجّل كان 37.3 كغ، وأقصى عمر شوهد كان 47 عاماً.
ذو أهمية كبيرة جداً في الزراعة المائية والصيد التجاري وصيد الهواة وصيانة التجمعات المائية والزينة.
تجري تربيته في أحواض الزراعة المائية وحده أو مع أنواع أخرى تختلف عنه بطبيعة التغذي مما يزيد الإنتاجية لكل الأنواع المرباة. وتختلف أنظمة تربية الشبوط العادي في الأحواض من أنظمة موسّعة لا تقدّم كميات كبيرة من العلف ضمن أحواض ترابية أو بحيرات طبيعية تحت الإشراف البشري إلى أنظمة إنتاج شبه مكثفة يقدم فيها العلف المتوازن للأسماك ضمن أحواض ترابية أو مسطحات مائية طبيعية مغلقة مع توفير تهوية وعمليات إدارية أخرى ترفع الإنتاج ونموالشبوط إلى أنظمة إنتاج كثيف تضبط كل ظروف التربية من تغذية وبيئة للحصول على أكبر إنتاج من وحدة الحجم للحوض.
تتضاعف مجتمعاته الطبيعية كل 1.4-4.4 سنوات حسب المناخ الحراري للمنطقة، وخصوبته تتراوح بين 36,000-2,000,000 بيضة للأنثى.
ينتشر بشكل طبيعي في أوروبا الغربية حتى أوراسيا والصين وجنوب شرق آسيا والهند وسيبيريا، وهو من أوائل الأنواع التي تم نقلها من بيئتها للتربية في بيئات أخرى عبر العالم.
يعتقد أن المجتمعات البرية في نهر الدانوب هي أصل المجتمع الأوربي منه حيث استأنسه الرومان في القرن الثالث تقريباً.
منه أصناف كثيرة جداً كالشبوط المرآتي والعاري والمحرشف وسلالات منتخبة كثيرة جداً.

## الوصف
ذو جسم مفتول مغزلي ورأس مخروطي فيه 4 شويربات تحيط بالفم زوج علوي وزوج سفلي شويرباته أقصر. قد يكون مرتفع الظهر حسب السلالة والصنف. حراشفه كبيرة مستديرة وسمكية تمتد منها 33-39 حرشفة على طول الخط الجانبي الوحيد، وترتفع فوق هذا الخط 5-6 صفوف حراشف وكذلك فيما تحته. عدد الجرافات الغلصمية 27-28. الفقرات الظهرية 36-37.
له زعنفة ظهرية وحيدة فيها 3-4 أشعة قاسية و 17-23 شعاع طري، زعنفة ذيلية وحيدة فيها 2-3 أشعة قاسية و 5-6 شعاع طري، زوج من الزعانف الصدرية (واحدة على كل جنب) فيها شعاع قاسي واحد و 14-18 شعاع طري لكل واحدة، وزوج زعانف بطنية (واحدة على كل جنب) فيها شعاعين قاسيين و 7-8 شعاع طري لكل واحدة.

## السلوك
يعيش في المياه العذبة بطيئة الحركة ذات القيعان الطينية بأكثر من المجاري النهرية. قد يوجد في الأهوار والتجمعات المائية الشروب/المجّة إلاّ أنه يفضّل بيئة تتراوح فيها درجة الأس الهيدروجيني 7-7.5 وعسر الماء 10.0 - 15.0 درجة والحرارة الملائمة لهذا النواع تتراوح ضمن 3-24 درجة مئوية. ويتحرك ضمن مجموعات من خمسة أفراد وأكثر. في حال نقص الأوكسجين المنحلّ بالماء عن 3 ملغ/لتر سيتضايق وقد يشاهد يبتلع الهواء بالقفز خارج الماء. خلال الشتاء، يستقر في المياه الأعمق حيث الحرارة أعلى نسبياً من المياه الضحلة.
الشبوط العادي حيوان قارت (آكل كل شيء) يتغذى بشكل رئيسي على الحشرات المائية والقشريات والديدان الحلقية والرخويات والأعشاب والبذور والنباتات المائية والطحالب وذلك بنبش القاع بفمه القابل للامتداد 5-7 سم.
النضج الجنسي مرتبط بشكل رئيسي بدرجات الحرارة التي يتلقاها لتنضج المناسل خلال 0.3-1 سنة في المناطق المدارية كالهند وكوبا إلى 2-5 سنوات في المناطق الباردة كألمانيا وسيبيريا.
يحدث التزاوج عند ارتفاع حرارة المياه في الربيع ويكون الإلقاح خارجياً وتلقي الأنثى البيوض الدبقة صغيرة الحجم لتلتصق على النباتات المائية ليخصبها الذكر وتتطور لتفقس خلال 2-4 أيام حسب الحرارة المحيطة بها وتعطي يرقات بطول 5 ملم وسطياً تتغذى على مخزن كيس الصفار لمدة لا تتجاوز يومين إلى ثلاثة أيام لتبدأ بالتغذي خارجياً على العوالق.
تنفق اليرقات والفراخ بأعداد كبيرة نتيجة الأعداء الطبيعيين في البيئات الطبيعية، وبنسبة أقل في أحواض التربية الإنتاجية.

## وصلات خارجية
- بطاقة الشبوط العادي في قاعدة بيانات الأسماك العالمية.